# Pluteus cervinus
Pluteus cervinus, (Jacob Christian Schäffer, 1774 ex Paul Kummer, 1871), sin. Pluteus atricapillus, (August Batsch, 1783 ex Victor Fayod, 1889), este o  specie de ciuperci comestibile și saprofite din încrengătura Basidiomycota, în familia Pluteaceae și de genul Pluteus, denumită în popor ciuperca cerbilor. Buretele se poate găsi în România, Basarabia și Bucovina de Nord, crescând solitar sau în grupuri cu puține exemplare, câteodată fasciculat, în păduri de foioase sau de conifere pe trunchiuri și ramuri în putrefacție de fag și stejar respectiv molid, câteodată și pe mici fragmente de lemn ascunse sub sol. Apare de la deal la munte, din aprilie până în noiembrie.

## Taxonomie

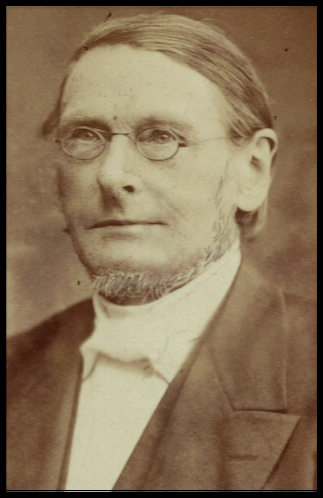
Paul Kummer

Această specie a fost descrisă și redenumită deseori de diferiți micologi. Dar numai doi taxoni s-au menținut: 
Unul este Pluteus atricapillus, descris în 1786 de micologul german August Batsch în lucrarea sa Elenchus Fungorum cu numele de gen Agaricus, acesta fiind redicționat de savantul francez Victor Fayod în Pluteus (1889). Această denumire a fost și mai este folosită de mulți micologi în cărți de descriere, vândute până astăzi (de exemplu la Bruno Cetto, Rose Marie și Sabine Maria Dähncke sau Hans E. Laux).
Al doilea este datorat renumitului micolog german Jacob Christian Schäffer care a descris ciuperca inițial în volumul 4 al operei sale Fungorum qui in Bavaria et Palatinatu circa Ratisbonam nascuntur icones, nativis coloribus expressae din 1774, ca Agaricus cervinus. După ce renumitul om de știință suedez Elias Magnus Fries a determinat genul Pluteus in volumul 2 al operei sale Flora scanica din 1836,, noul nume binomial a fost hotărât de micologul german Paul Kummer în lucrarea sa Der Führer in die Pilzkunde din 1871. Acest taxon mai este valabil actual (2020).

## Descriere

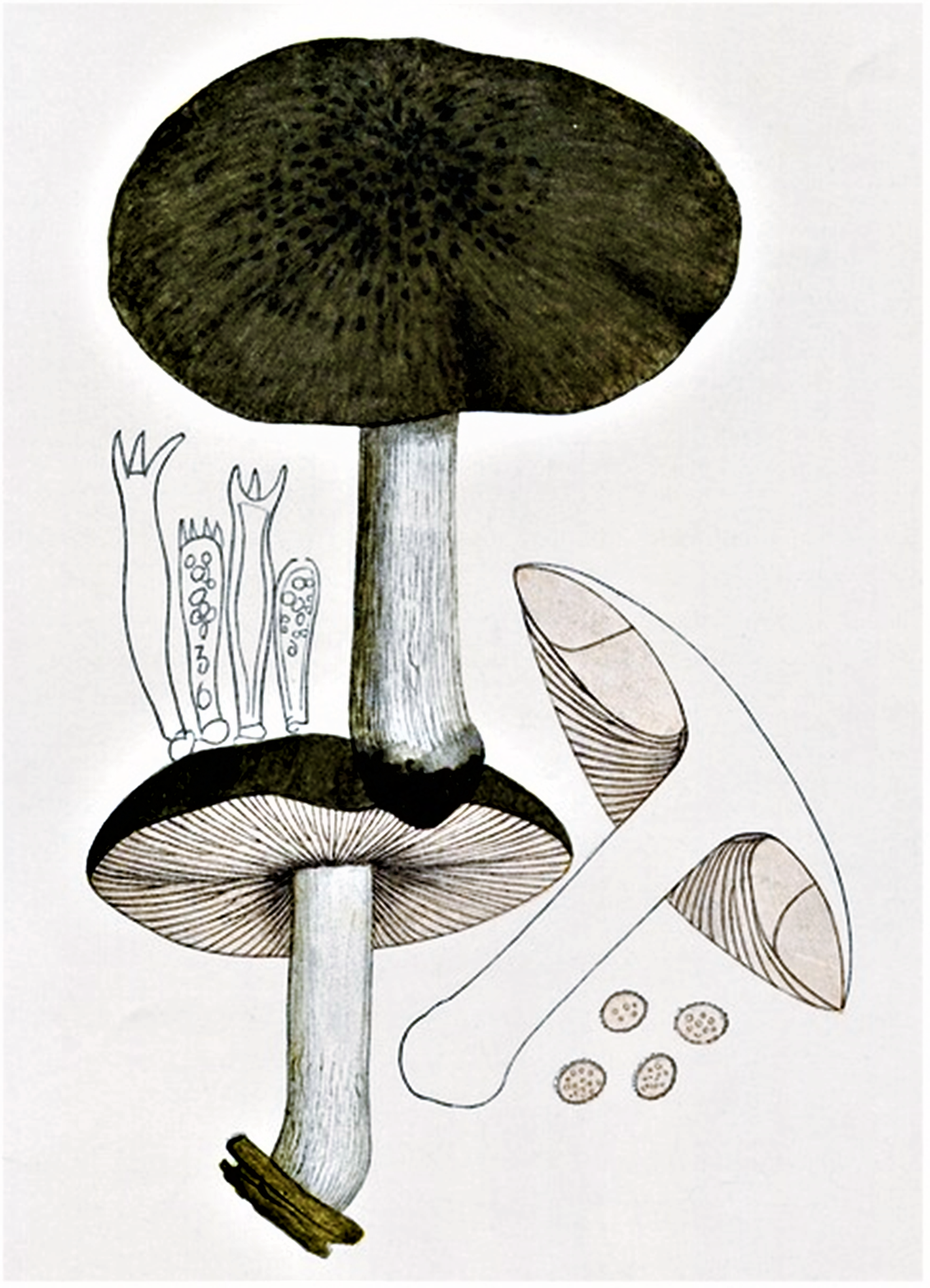
Bres.: Pluteus cervinus

- Pălăria: este de mărime medie pentru ciuperci plin dezvoltate cu un diametru de aproximativ 7-12 cm, inițial semisferică cu marginea răsfrântă spre picior apoi convexă, la sfârșitul maturizării aplatizată, cu un gurgui mai mic sau mai mare, dar pronunțat. Cuticula este netedă, culoarea variind de la brun-închis la gri-maroniu. La bătrânețe se formez dungi radiale din firișoare mici mătăsoase.
- Lamelele:  sunt dese și late, destul de înalte,ventriculare, cu lameluțe intercalate începând la margine și neaderente la picior. Coloritul este inițial alb și apoi roz.
- Piciorul: are o înălțime de 6-10 cm și o lățime de 0,8-1,7 cm, fiind plin, deseori slab curbat precum ușor fibros și îngroșat la bază, fără inel sau volvă, fiind de culoare albă cu filamente longitudinale brune sau chiar negricioase.
- Carnea: este destul de moale și albă, cu un miros nu prea puternic de sfeclă sau ridichi.[3][4]
- Caracteristici microscopice:  sporii netezi, ovoidali până lat elipsoidali, granulați pe dinăuntru au o mărime de 6,1-8,4 x 4,8-6,2 microni, coloritul pulberii lor fiind roz, carneu. Basidiile clavate cu 4 sterigme fiecare măsoară 20-30 x 7-9 microni. Cistidele (elemente sterile situate în stratul himenal sau printre celulele din pielița pălăriei și a piciorului, probabil cu rol de excreție) cilindric-fusiforme cu 60-80 x 15-25 microni mai mari, sunt despicate în vârf prin 2-5 cornuri.[10]

Specia crește pe lemn mort. În cazul în care lemnul este îngropat în pământ, ar putea apărea impresia, că organismele fructifere crescură din el.
- Reacții chimice: Baza piciorului se colorează cu tinctură de Guaiacum încet albastru.[12][13]

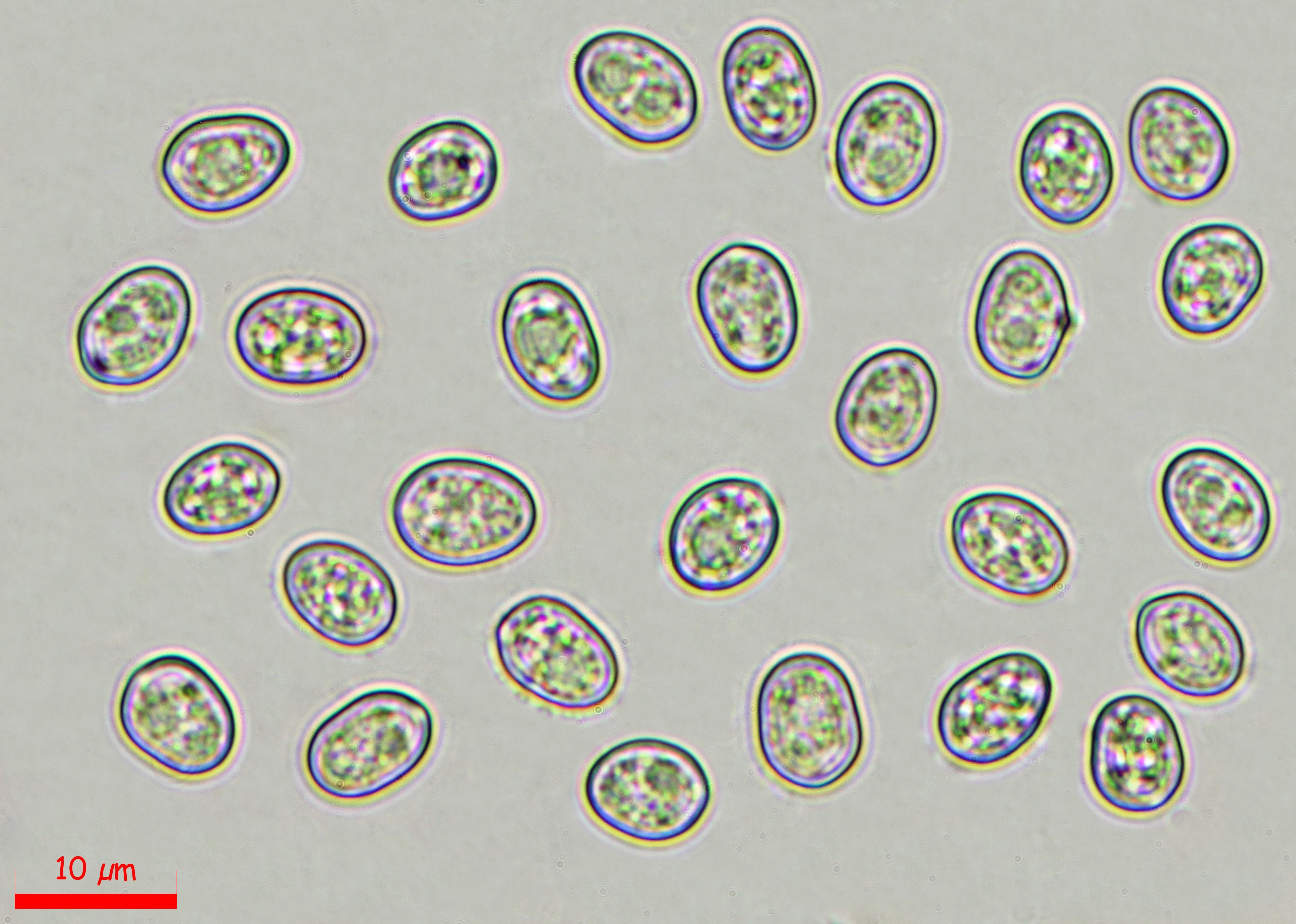
P. cervinus, spori
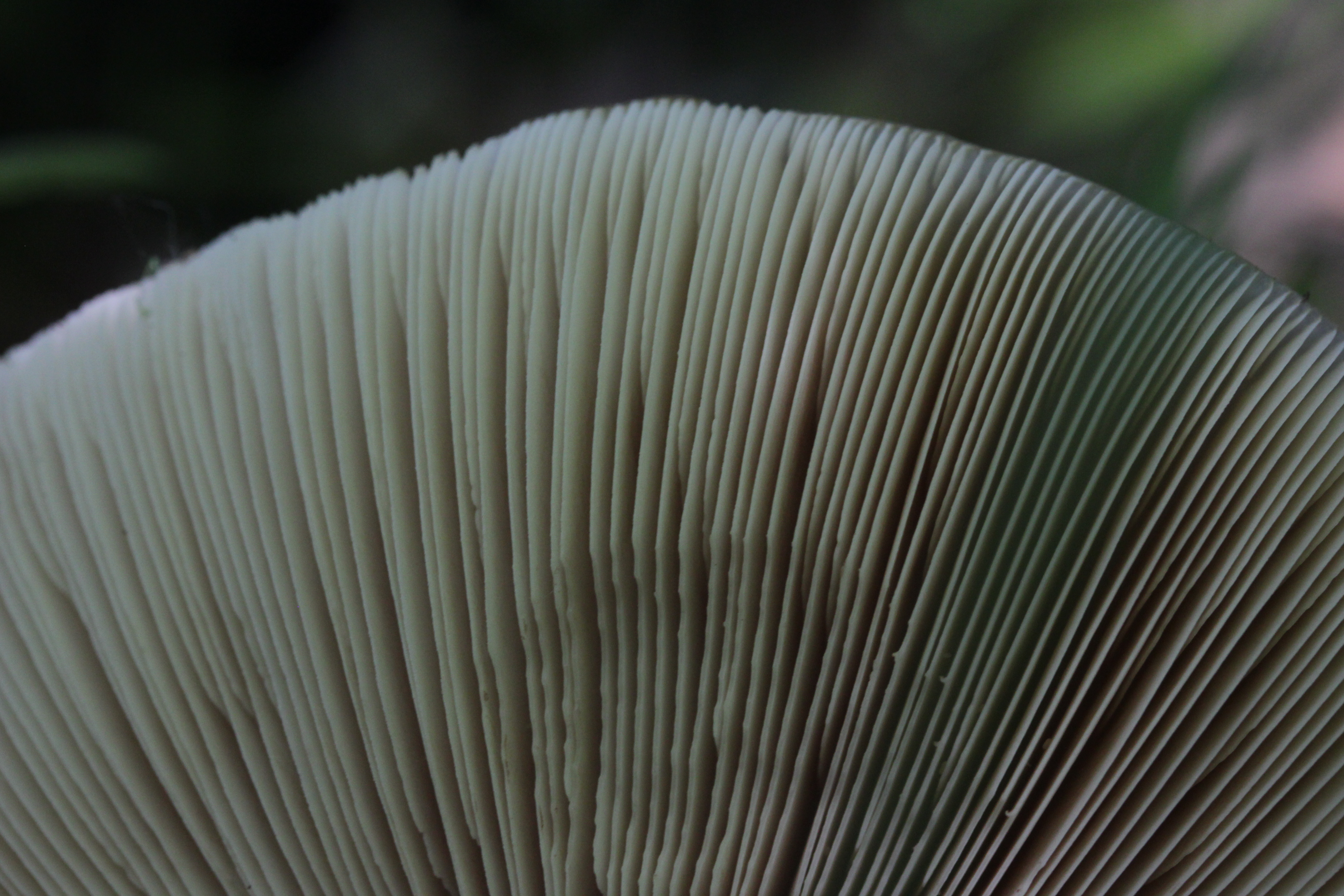
P. cervinus, lamele din apropiere
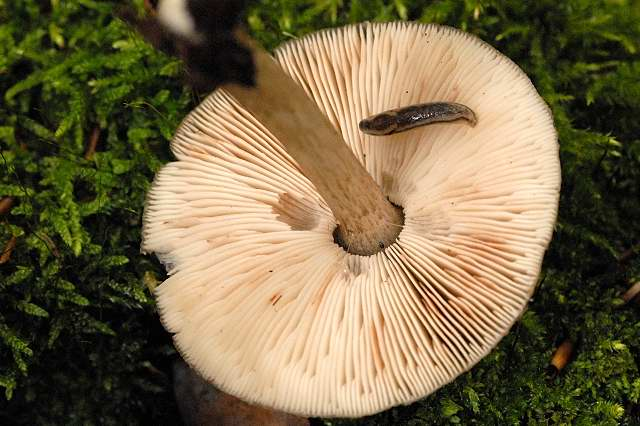
P. cervinus, lamele și picior
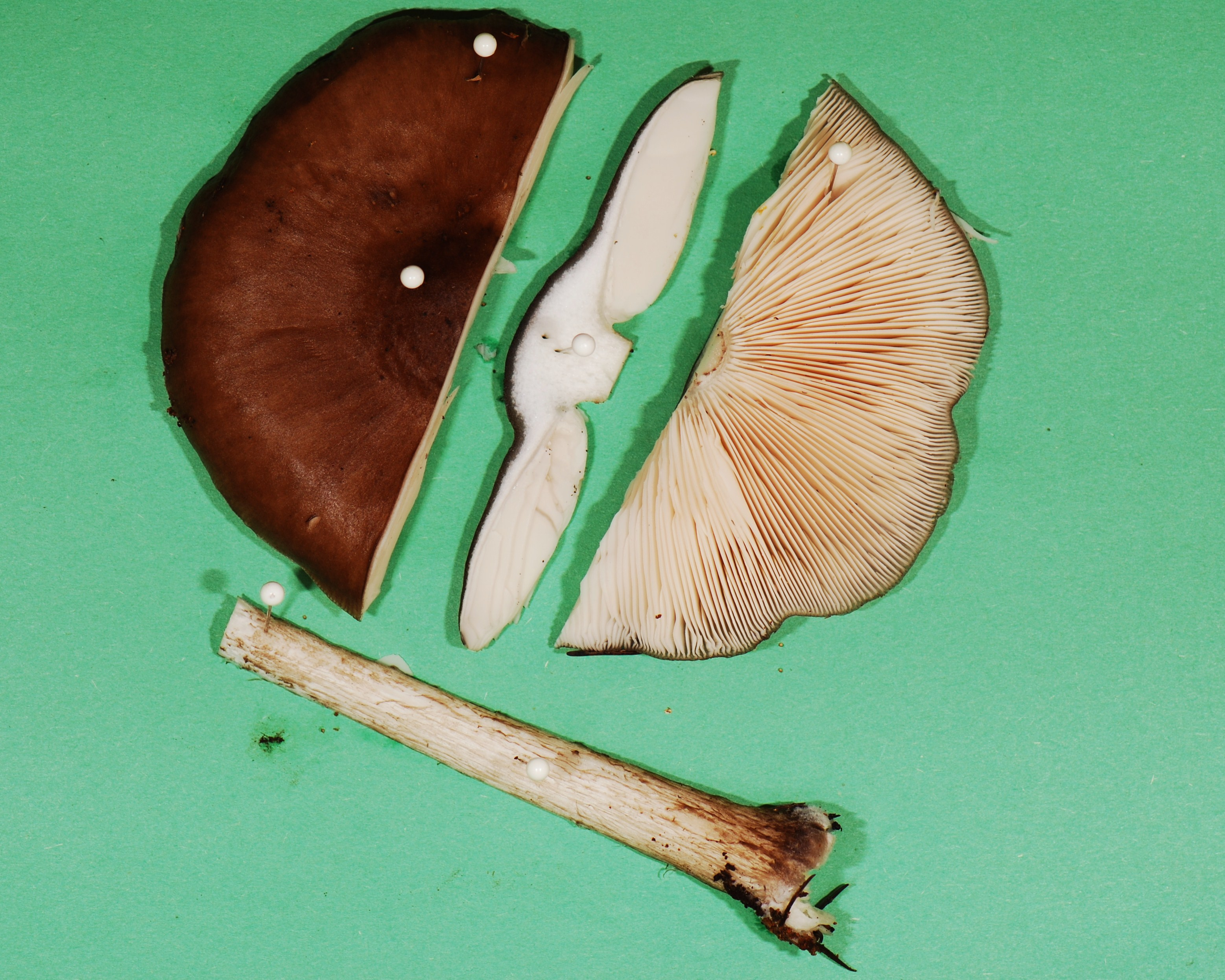
P. cervinus tăiat

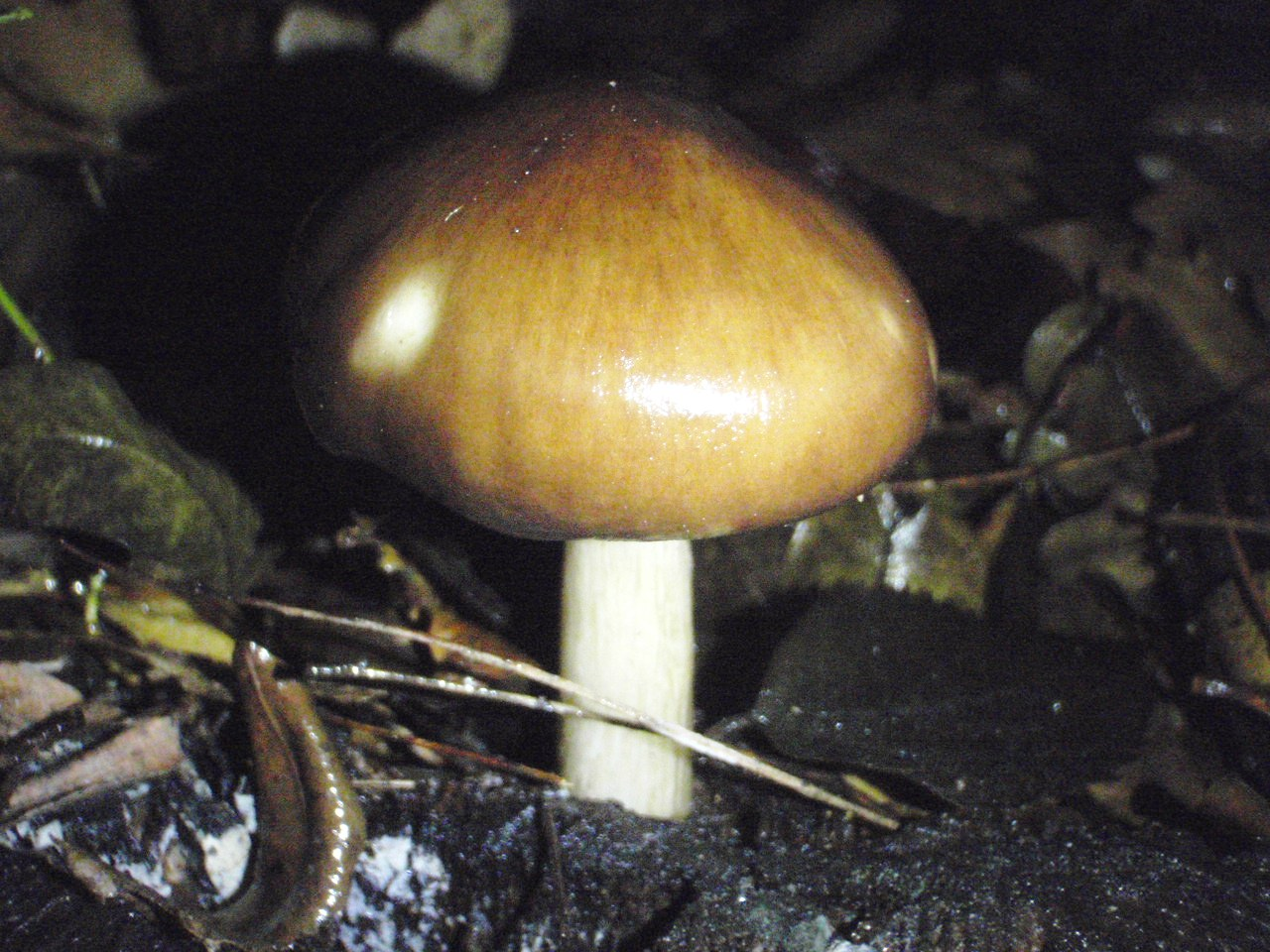
P. cervinus tânăr
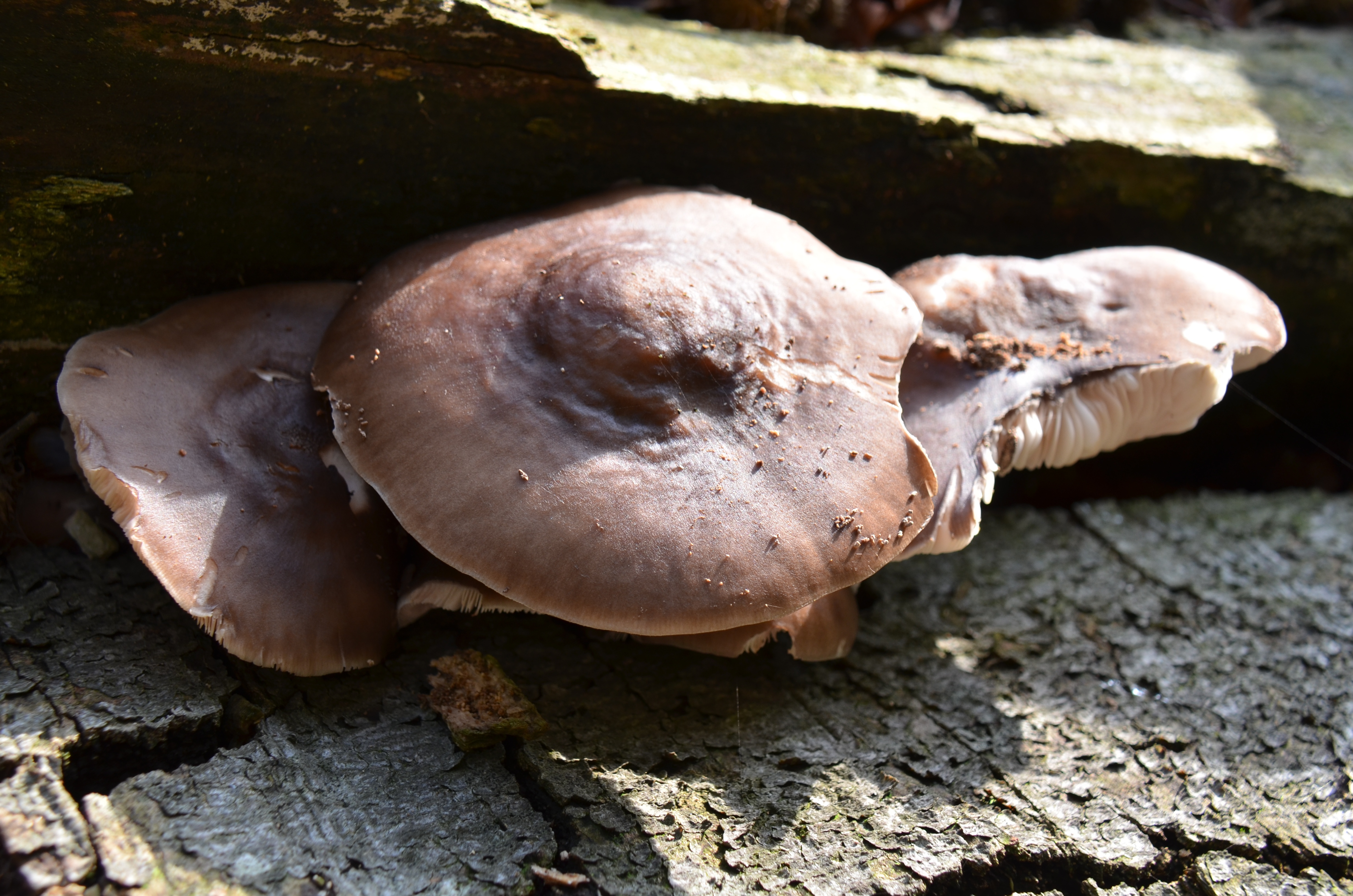
P. cervinus bătrâne
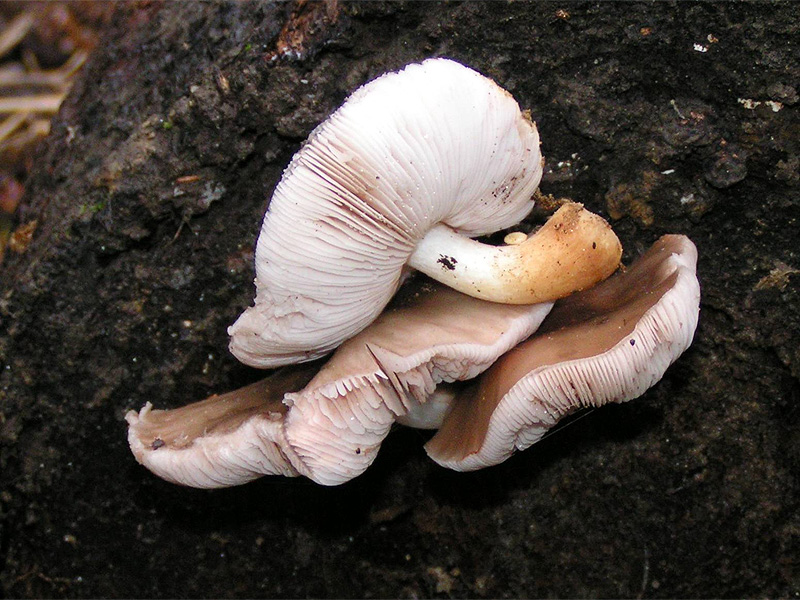
P. cervinus, fasciculați

## Confuzii
Pluteus cervinus poate fi confundat cu specii aceluiași gen care sunt cu toate comestibile, dar de valoare culinară scăzută (la unele piciorul fiind necomestibil pentru că prea fibros), de exemplu cu: Pluteus atricapillus, Pluteus atromarginatus sin. Pluteus nigrofloccosus, Pluteus  bruneoradiatus, Pluteus cinereofuscus, Pluteus patricius, Pluteus phlebophorus, Pluteus podospileus, Pluteus pouzarianus, Pluteus romellii, Pluteus salicinus (crud sau uscat cu efecte psihedelice), Pluteus thomsonii, dar și cu Entoloma vernum sau Macrocystidia cucumis (fără valoare culinară, mai mic).

## Specii asemănătoare

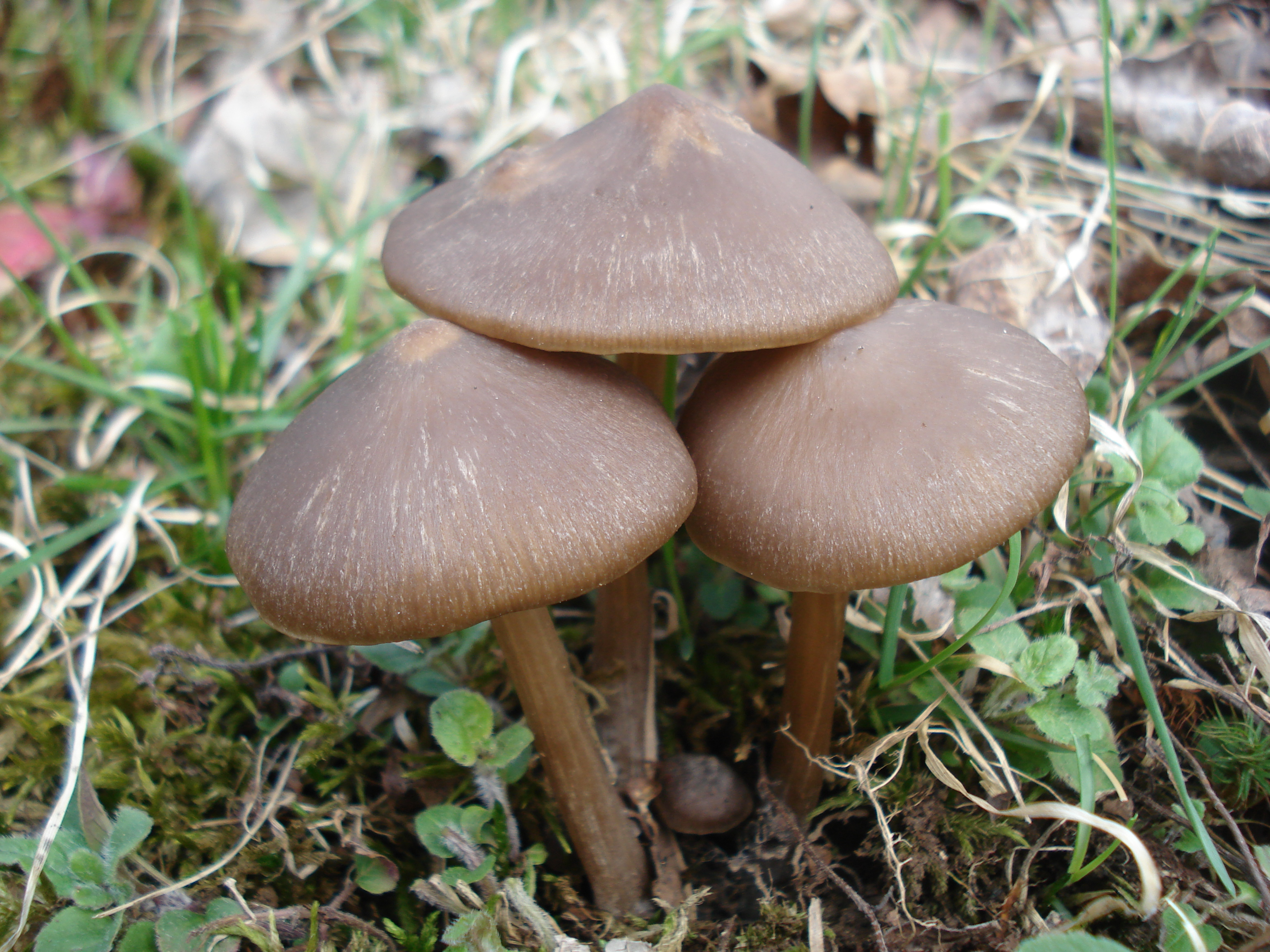
!! Entoloma vernum !!
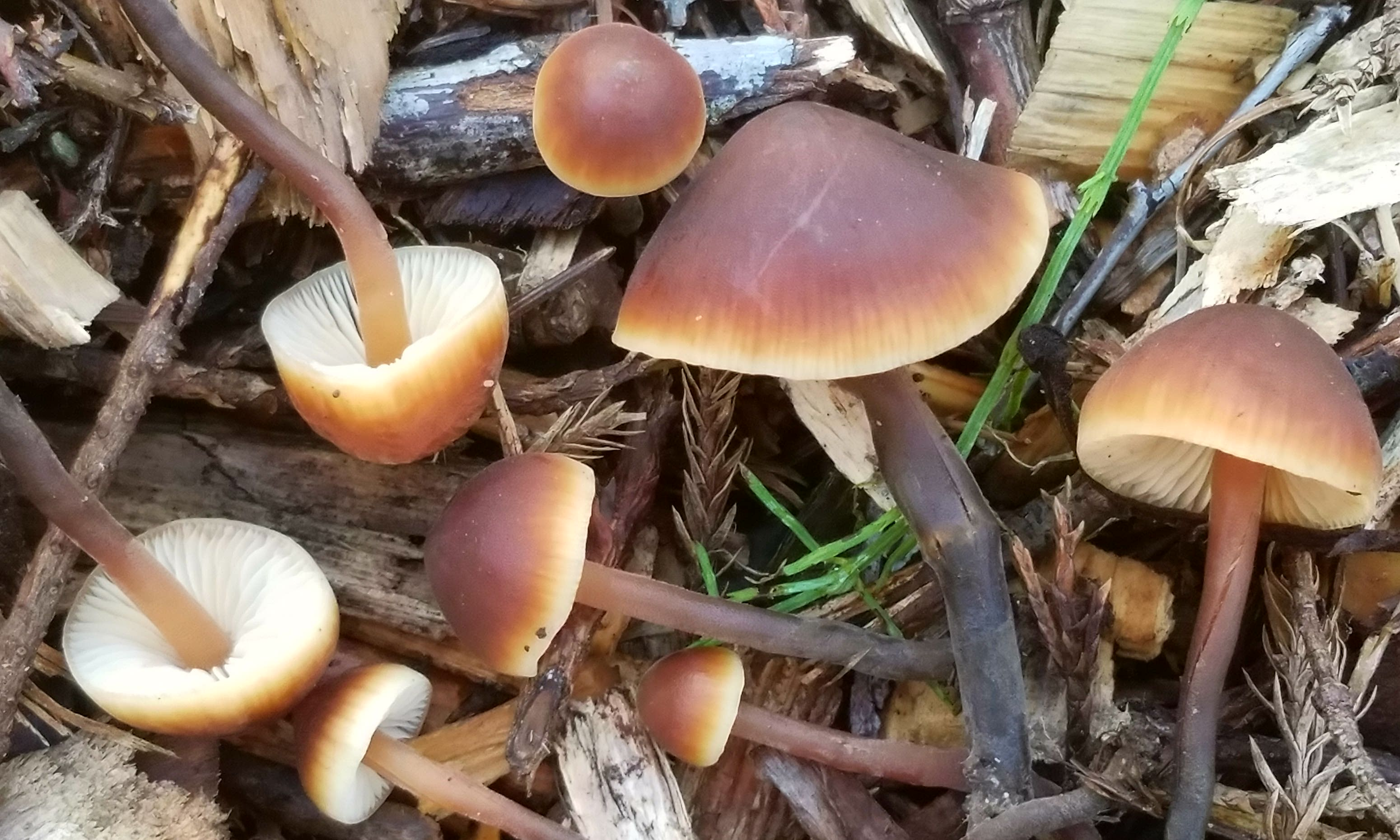
Macrocystidia cucumis
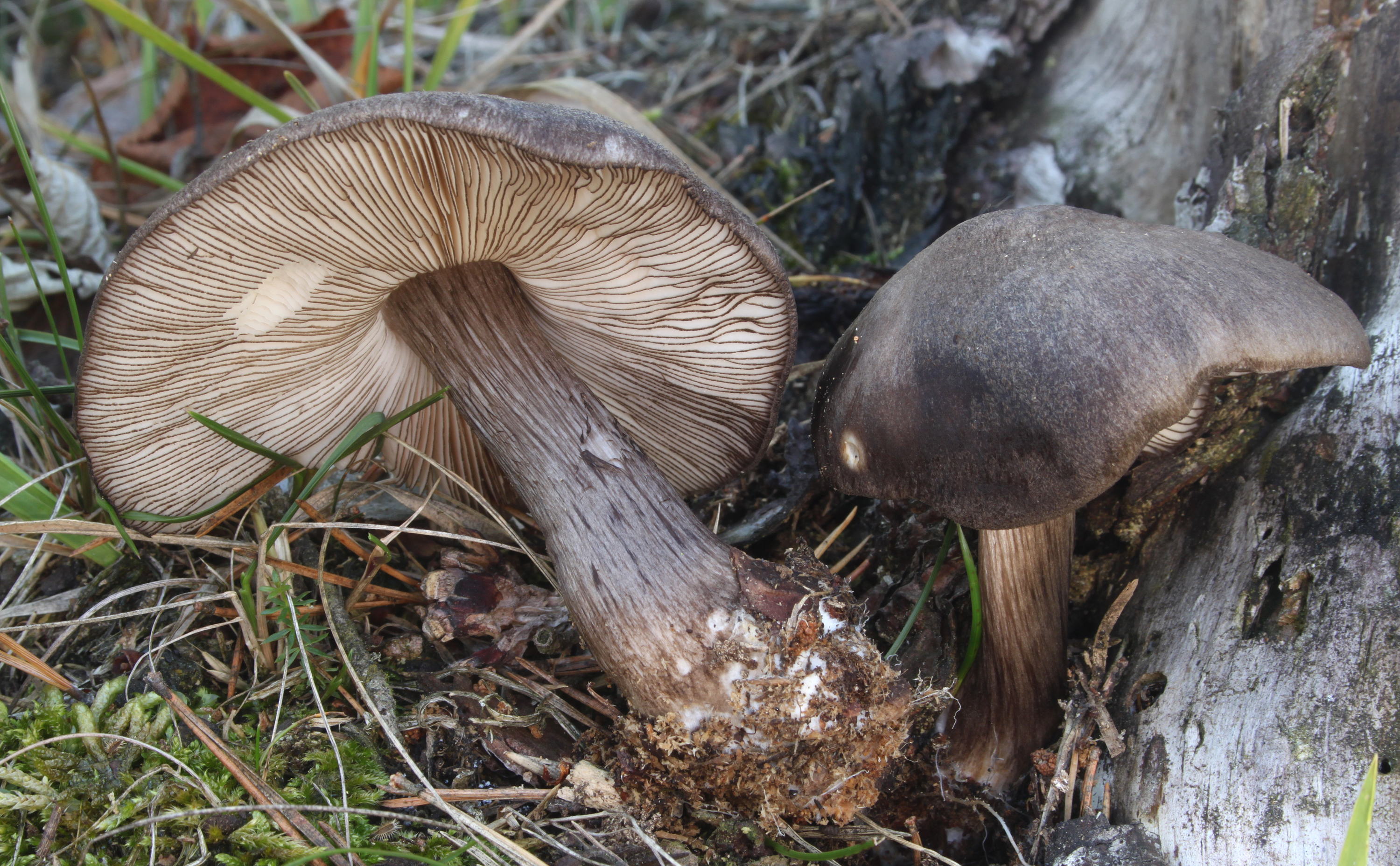
Pluteus atromarginatus
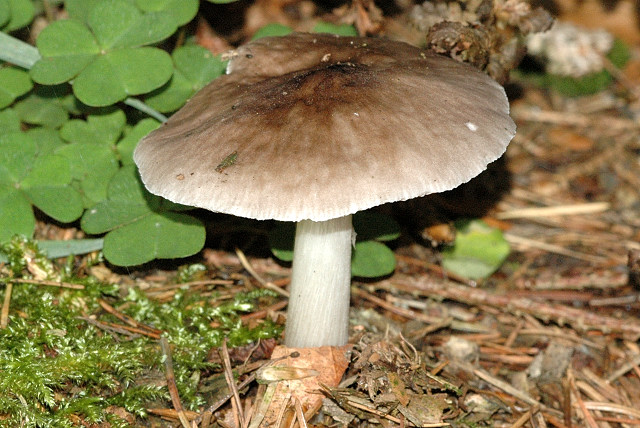
Pluteus bruneoradiatus
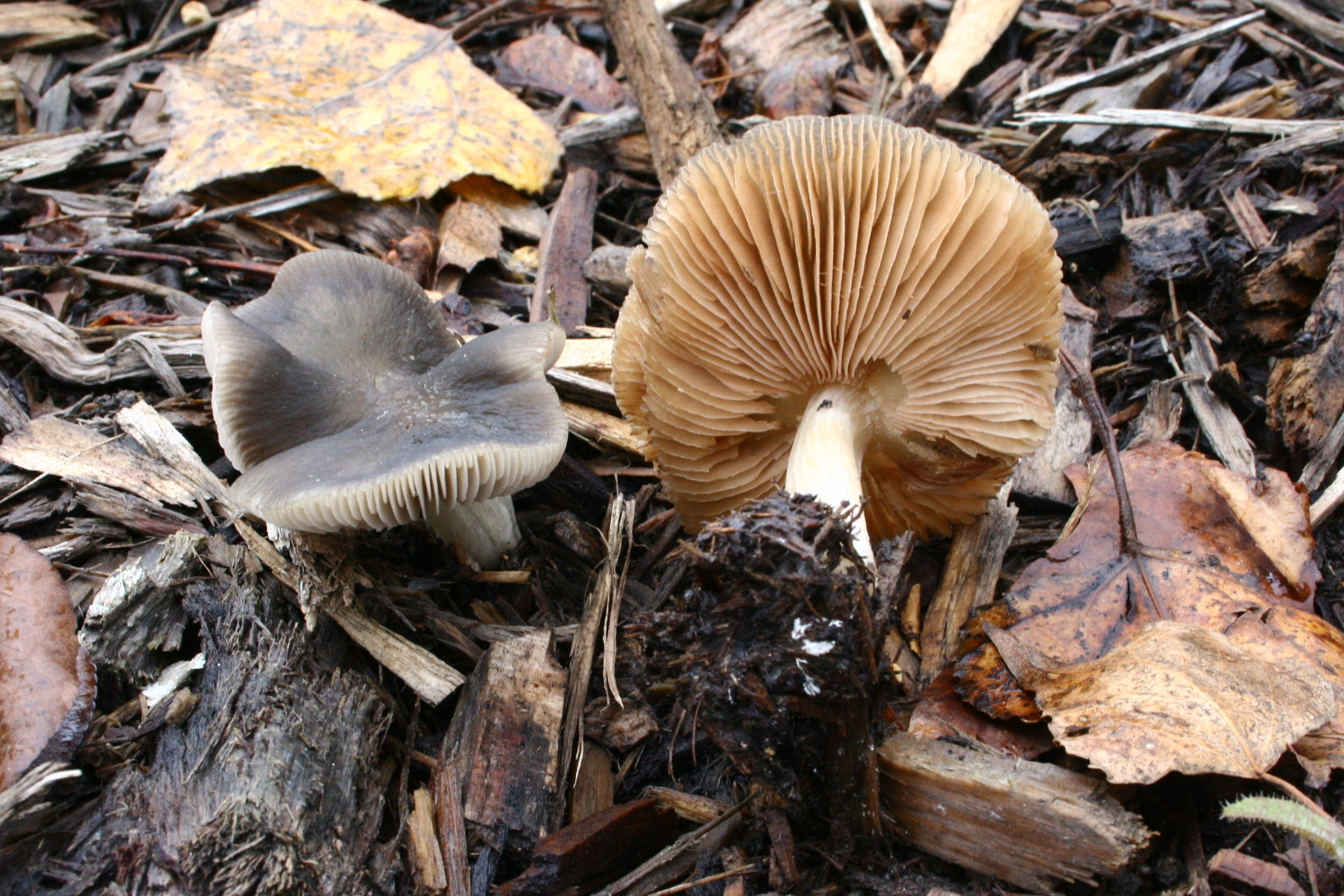
Pluteus cinereofuscus
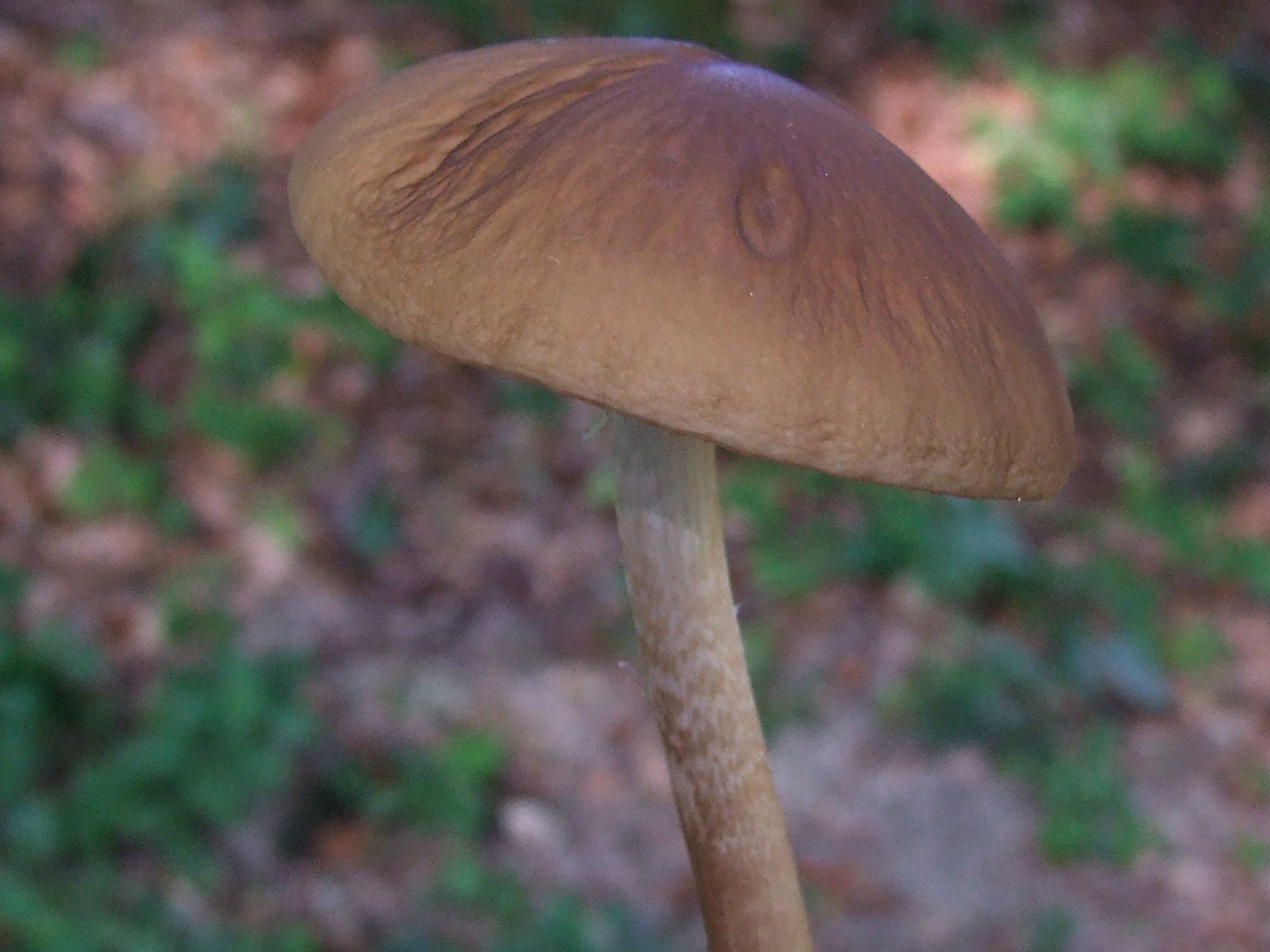
Pluteus phlebophorus

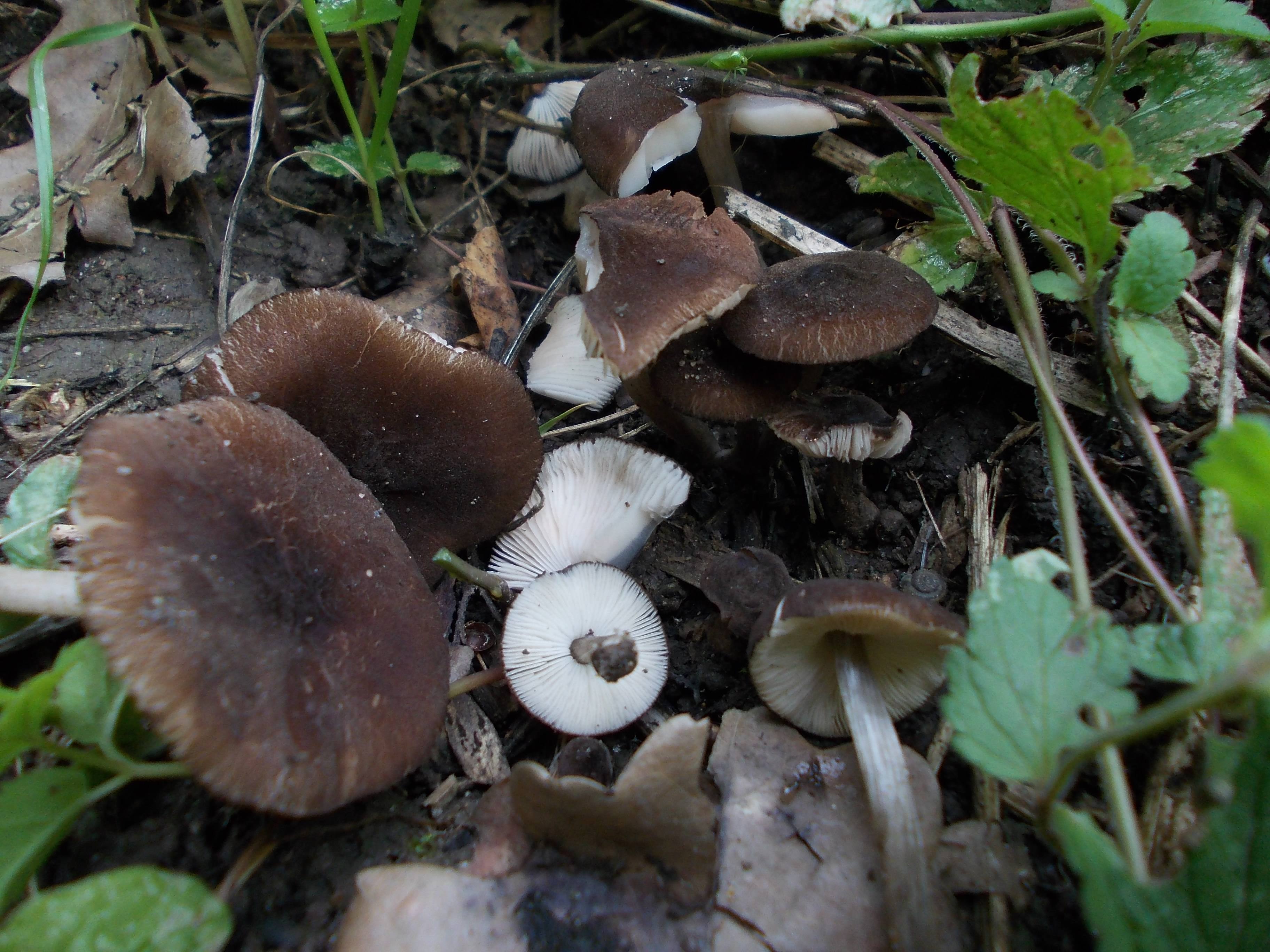
Pluteus podospileus
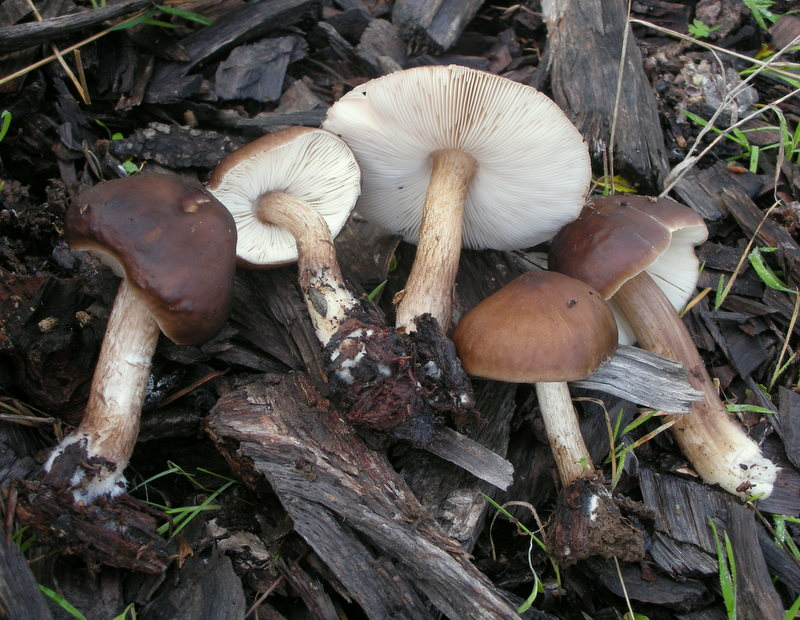
Pluteus pouzarianus
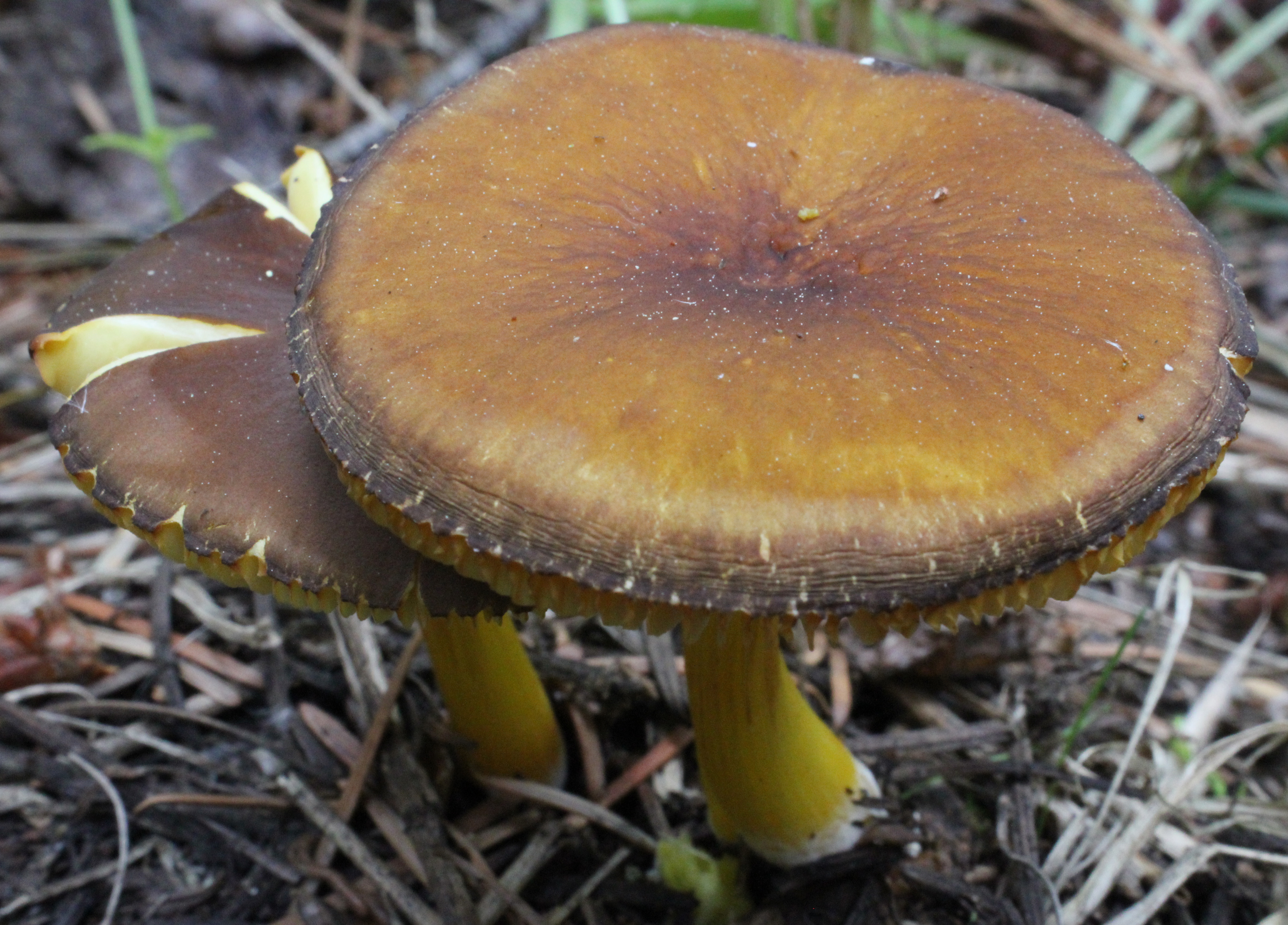
Pluteus romellii
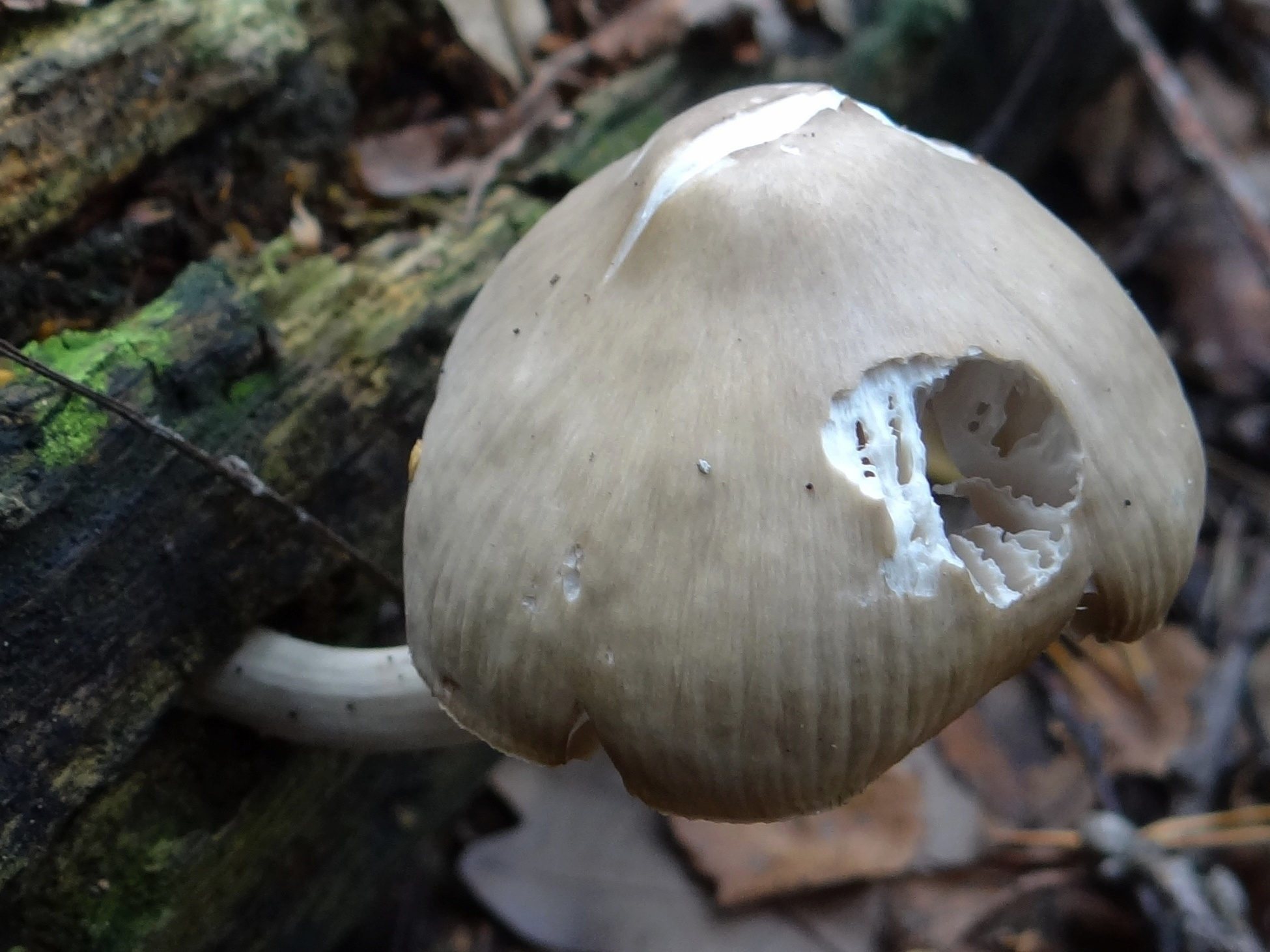
Pluteus salicinus
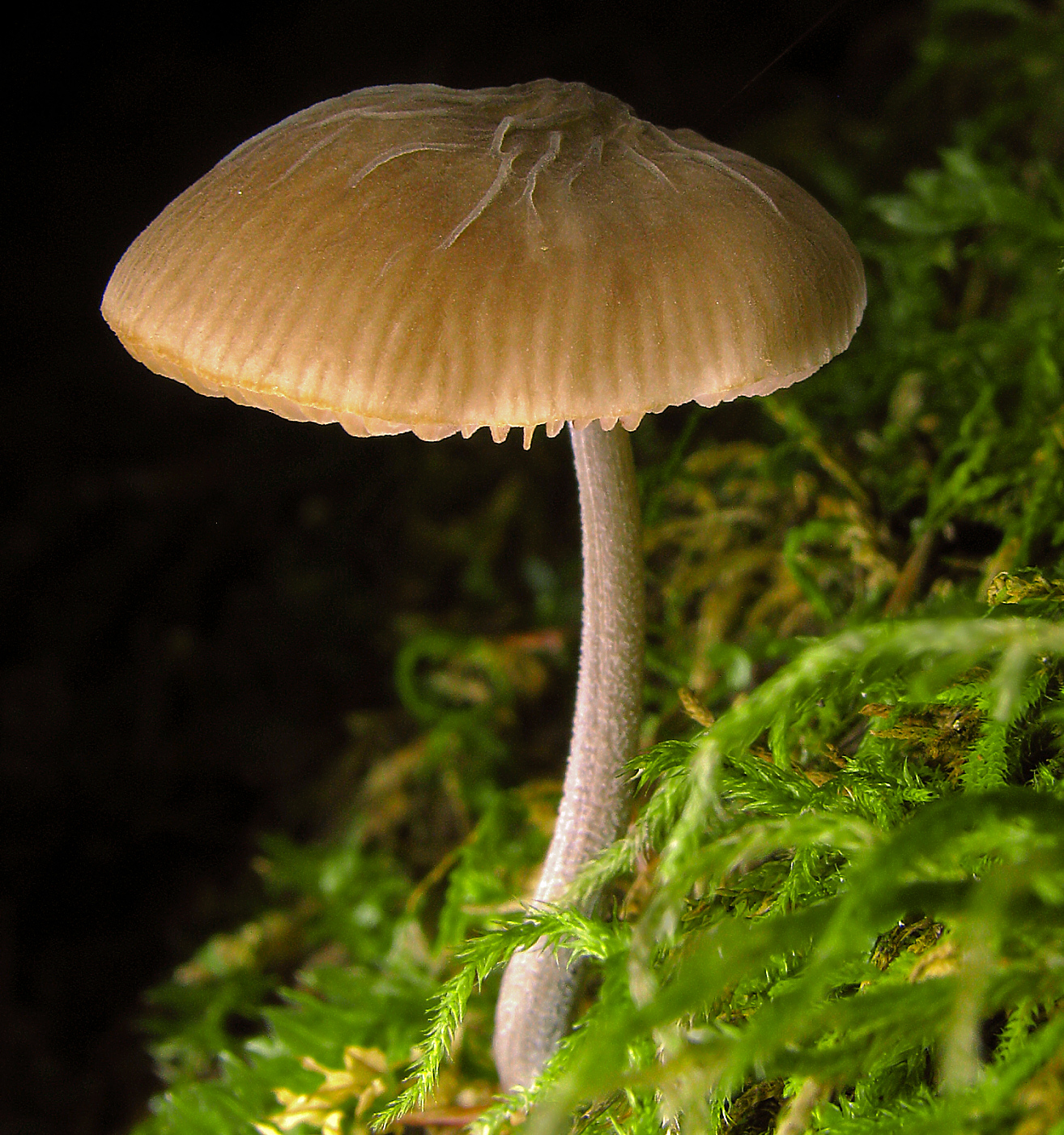
Pluteus thomsonii

## Valorificare
Ciuperca cerbilor este comestibilă ca și majoritatea altor soiuri ale acestui gen, dar este de valoare culinară mai scăzută. Ea însă poate fi folosită, fiind găsită destul de des, împreună cu alte ciuperci în mâncăruri. Și uscarea precum conservarea buretelui în ulei sau oțet sunt posibile.